# Agrilus jacobinus
Agrilus jacobinus är en skalbaggsart som beskrevs av Horn 1891. Agrilus jacobinus ingår i släktet Agrilus och familjen praktbaggar. Inga underarter finns listade i Catalogue of Life.